# マルカコル湖
マルカコル湖（マルカコルこ、カザフ語: Марқакөл、英語: Lake Markakol）は、カザフスタン東部の東カザフスタン州のアルタイ山脈南西部の山中にある湖。全長38km、幅19km。西端から流れ出る川はエルティシ川上流に流入する。
一帯はカザフスタンのステップ、中央アジアの半砂漠、シベリア南部のタイガおよび高山帯の生態系の境界付近にあり、湖とその周辺には様々なプランクトン、底生生物、水生植物、湿地性植物、鳥類、コクチマス、キタカワヒメマス、ヨーロッパカマツカ、フクドジョウを含む魚類およびユキヒョウ、ムナジロテンを含む陸生生物が生息している。2022年にユネスコの生物圏保護区に指定された。